# Estació d'Ascó
Ascó és una estació de ferrocarril propietat d'adif situada a l'est de la població d'Ascó a la comarca catalana de la Ribera d'Ebre. L'estació es troba a la línia Reus-Casp i hi tenen parada trens regionals de la línia R15 de Rodalies de Catalunya i la línia Ca6, ambdues operades per Renfe Operadora.
Aquesta estació, projectada inicialment per la Companyia dels Ferrocarrils Directes, va entrar en servei l'any 1892 quan va entrar en servei el tram construït per la Companyia dels Ferrocarrils de Tarragona a Barcelona i França (TBF) entre Móra la Nova (1891) i Faió - la Pobla de Massaluca. Tot i que l'edifici va ser concebut com a provisional, diferenciant-se estructuralment d'altres de la línia, ha perdurat i encara es conserva. L'any 2011 hi havia uns 10 trens que feien parada a l'estació.
El 2008 Adif va inplantar canvis a l'estació, traduint-se amb la reducció de personal i atenció a l'estació, tot i ser una instal·lació afectada pel Pla d'emergència nuclear de Tarragona (PENTA) i pel Pla d'emergència del sector químic de Tarragona (PLASEQ-TA), tal com l'AMAC (Associació de Municipis en Àrees de Centrals Nuclears) va denunciar pel fet de deixar sense vigilància una estació per on passen mercaderies perilloses. El municipi va reclamar la restitució del personal i la CGT va organitzar protestes a Barcelona, Madrid, Tarragona i Valls.
L'any 2016 va registrar l'entrada de 6.000 passatgers.

## Serveis ferroviaris
| Serveis regionals de Rodalies de Catalunya |      |       |              |                                                                       |
| Procedència/Destinació                     | <    | Línia | >            | Procedència/Destinació                                                |
| Flix Riba-roja d'Ebre                      | Flix |       | Móra la Nova | Barcelona-Estació de França Barcelona-Sant Andreu Comtal              |
| Casp Saragossa-Delicias                    | Flix |       | Móra la Nova | Móra la Nova Barcelona-Estació de França Barcelona-Sant Andreu Comtal |